# つるみカミン
つるみカミン (COMIN) は、かつてJR鶴見駅東口にあった駅ビルである。跡地にCIAL鶴見が開業した。

## 概要
1960年（昭和35年）5月31日に設立された鶴見振興株式会社が、駅舎の建設工事費を地元の民間企業などが出資して負担する代わりに駅舎内に店舗などを設置して営業した民衆駅の一つとして建設し、1965年（昭和40年）に営業を開始した商業施設を主体とする駅ビルであった。
建物は地上7階・地下2階建て、延床面積約18,000m2で、衣料品売り場やレストランなども併設していた。
乗降客数が1日約15万人の鶴見駅に直結していたこともあり、2007年（平成19年）度の売上高は100億円を下回ったものの約90億円を上げていた。
建物の老朽化により耐震性の問題が発生し、またバリアフリー化も困難であることに加え、当駅と京急鶴見駅の間の一画で都市再生機構による大規模な再開発事業が進むなど周辺環境が大きく変わることから、2008年（平成20年）9月30日をもって閉館することとなった。
当ビルの運営母体は民衆駅建設のために設立された鶴見振興株式会社であったが、国鉄分割民営化などもあり、営業終了時点ではJR東日本グループの鶴見ステーションビル株式会社となっていた。
閉館後の2010年（平成22年）3月から建物の解体が進められ、跡地には地上6階・地下1階建て、延床面積約14,000m2の新たな駅ビルが建設され、2011年（平成23年）3月11日に着工。翌2012年（平成24年）11月1日に株式会社横浜ステーシヨンビルが管理・運営する「CIAL鶴見」が開業した。

## 沿革
- 1960年（昭和35年）5月31日 - 鶴見振興株式会社設立[5]（鶴見ステーションビルの前身）。
- 1965年（昭和40年）10月1日 - 鶴見駅ビル開業[1][2][5][6]。
- 1985年（昭和60年） - 新装して「つるみカミン」となる[8]。
- 2008年（平成20年）9月30日 - 閉館[1][3]。
- 2010年（平成22年）3月 - 建物の解体開始[1]。
- 2012年（平成24年）11月1日 - 跡地に「CIAL鶴見」が開業[4]。

## フロア構成
閉館時点でのフロア構成。
- 屋上 - 子供のひろば（ミニアスレチック）
- 6階 - レストラン・カフェ
- 5階 - カルチャー&サービス（書店、紳士服、各種教室、100円ショップ）
- 4階 - カジュアル&バラエティ（カジュアルファッション、レディスファッション）
- 3階 - ヤング&キャリア（レディスファッション、ファッショングッズ、化粧品、クリーニング）
- 2階 - ミッシー&ミセス（インフォメーション、鶴見駅連絡口）
- 1階 - 銘菓（菓子、食品、ファストフード）
- 地下1階 - 食品館（食品）
- ベビーベッド付トイレ：2 - 4・6階
- 喫煙所：1・7階
- コインロッカー：地下1階